# Carlos Augusto, Grão-Duque Herdeiro de Saxe-Weimar-Eisenach (1912–1988)
Carlos Augusto, Grão-Duque Herdeiro de Saxe-Weimar-Eisenach (em alemão:  Carl August Wilhelm Ernst Friedrich Georg Johann Albrecht von Sachsen-Weimar-Eisenach),  Wilhelmsthal,  28 de julho de 1912 -  Schienen, 14 de outubro de 1988), era um príncipe alemão e chefe da grã-ducal Casa de Saxe-Weimar-Eisenach.

## Biografia
Ele nasceu no Castelo de Wilhelmsthal sendo o filho mais velho e herdeiro de Guilherme Ernesto, Grão-Duque de Saxe-Weimar-Eisenach e sua segunda esposa, a princesa Feodora de Saxe-Meiningen. O reinado de seu pai chegou ao fim em 9 de novembro de 1918, como resultado da Revolução Alemã .
Quando seu pai morreu em 24 de abril de 1923, Carlos Augusto sucedeu-o como chefe da Casa de Saxe-Weimar-Eisenach. Até 1922, o grão-duque foi terceiro na linha de sucessão ao trono do Reino dos Países Baixos. [carece de fontes?]
Carlos Augusto morreu em Schienen e foi sucedido como chefe da grã-ducal casa por seu filho, Michael.

## Casamento e descendência
Carlos Augusto casou-se no Castelo de Wartburg em 5 de outubro de 1944 com a Baronesa  Elisabete de Wangenheim-Winterstein (Tübingen , 16 de janeiro de 1912 - Munique , 15 de março de 2010), filha do Barão Othmar de Wangenheim-Winterstein e sua esposa Maud von Truetzschler. Eles tiveram três filhos:
- Elisabeth (n. Burgellern bei Bamberg, 22 de julho de 1945), casada em Munique em 10 de julho de 1981 com Mindert Diderik de Kant (n. Leeuwarden , 6 de agosto de 1934), divorciada em 1983 sem descendência.
- Miguel (n. Bamberg, 15 de novembro de 1946), se casou duas vezes, com descendência.
- Beatrice-Maria (n. Bamberg, 11 de março de 1948), casada em Londres em 9 de dezembro de 1977 com Martin Charles Davidson (Londres , 23 de setembro de 1940), com descendência.